# Clem Grogan
Clem Grogan, pseudonimo di Steve Dennis Grogan (Los Angeles, 13 luglio 1951), è un criminale statunitense, ex membro della Famiglia Manson, guidata da Charles Manson. Nel 1985 venne rilasciato sulla parola in libertà vigilata. Attualmente è, con Leslie Van Houten, una delle due sole persone non in carcere tra quelle condannate per gli omicidi commessi dalla Family.
Altri pseudonimi da lui utilizzati furono Clem Tufts, Grant Mollan, Scramblehead, e Adam Gabriel.

## Biografia
Grogan, musicista e artista, abbandonò la scuola superiore e iniziò una carriera da piccolo delinquente. Quando i suoi genitori persero le speranze, decisero di lasciare che si stabilisse presso lo Spahn Ranch. Fu subito preso come uomo di fatica del ranch e iniziò a svolgere varie mansioni. Grogan risiedeva al ranch già da molto tempo prima che arrivassero Charles Manson e la Family. Come Manson, anche lui era amico di Dennis Wilson dei Beach Boys. Spesso veniva considerato un po' lento di comprendonio, se non proprio un "ritardato mentale", dagli altri membri della Family, che gli affibbiarono il soprannome "Scramblehead" ("testa matta"), ma altri pensavano invece che stesse solo recitando la parte dello "scemo". Presumibilmente, fu Grogan a distruggere la Ferrari di Wilson. Nel 1969 venne condannato a 90 giorni di osservazione presso il Camarillo State Mental Hospital per aver mostrato i genitali a un gruppo di scolaretti, ma ritornò al ranch dopo soli due giorni.
La notte del 10 agosto 1969, Clem si trovava insieme ad altri membri della Manson Family. Tex Watson, Patricia Krenwinkel e Leslie Van Houten si fermarono nei pressi dell'abitazione dei coniugi Leno e Rosemary LaBianca, ma Grogan, Manson, Susan Atkins e Linda Kasabian proseguirono in direzione di Venice Beach dove Manson mandò Grogan, Atkins e Kasabian a uccidere l'attore Saladin Nader, ma la Kasabian li portò all'appartamento sbagliato e quindi il piano non andò a buon fine. In seguito Grogan aiutò Manson, Watson e Bruce M. Davis ad uccidere Donald "Shorty" Shea. Per l'omicidio, Manson e Davis furono condannati all'ergastolo, mentre Grogan fu condannato a morte. Tuttavia, il 23 dicembre 1971, il giudice James Kolts dichiarò che "Grogan era troppo stupido e troppo drogato per decidere qualcosa da solo" e che era stato manipolato da Manson, quindi commutò la condanna di Grogan in semplice detenzione. Mentre era detenuto in carcere, Grogan collaborò con le autorità e nel 1977 disegnò una mappa per indicare dove era stato sepolto il cadavere di Shea. In prigione, si dissociò dagli altri membri della Family. Grogan è stato rilasciato in libertà vigilata nel 1985.

## Riferimenti nella cultura di massa
Nel film di Quentin Tarantino C'era una volta a... Hollywood del 2019, Grogan è interpretato da James Landry Hebert.